# Arnold Squitieri
Arnold Squitieri (* 2. Februar 1936 in Englewood Cliffs, New Jersey; † 27. Januar 2022) war ein hochrangiger Mobster der Gambino-Familie, einem Clan der US-amerikanischen Mafia und wurde als Drogenhändler verurteilt.
In Gangsterkreisen war er auch unter seinen Spitznamen Zeke, Bozey und Sylvester bekannt.

## Oberhaupt oder Underboss
Einige sahen in ihm, nachdem er 1999 aus dem Gefängnis entlassen worden war, das Oberhaupt der „Gambino-Familie“, der 2005 von John D’Amico, der ebenfalls seine Haft verbüßt hatte, abgelöst worden sei. Nach Einschätzung des FBI war er nach der Verhaftung Peter Gottis 2002 der „Acting Boss“ (Underboss) der Familie, bis er selbst 2005 verhaftet und 2006 verurteilt wurde.

## Biografie
Am 18. August 1970 gab Squitieri fünf Schüsse an der 1.Avenue/117h. Street auf den Modedesigner Desiderio Caban ab. Ein Polizist hörte die Schüsse und konnte ihn nach einer Autoverfolgung über sechs Blocks stellen. Squitieri bot den beteiligten Beamten 5.000 US-Dollar und wurde prompt freigelassen, sein Name im Mordfall gegenüber der Presse verschwiegen. Dieser Vorgang wurde dann doch öffentlich; Squitieri tauchte unter, stellte sich dann im Januar 1972 freiwillig der Polizei.
Während des Mordprozesses konnte ihm außerdem noch Steuerhinterziehung in einem Zeitraum von über drei Jahren in Höhe von 200.000 US-Dollar nachgewiesen werden. Da er und seine Frau Mary unter falschem Namen Konten unterhalten hatten, erhielten sie eine zusätzliche Strafe von vier Jahren Haft. Insgesamt musste er sechs Jahre im Gefängnis verbringen.
1981 wurde er entlassen und begann sofort in New Jersey in den Drogenhandel für John Gotti einzusteigen. 1982 hatte er noch engeren Kontakt mit der Gambino-Familie und bezog sein Heroin von Angelo Ruggiero. Nachdem 1986 John Gotti Paul Castellano als Oberhaupt abgelöst hatte, wurde er als Vollmitglied („Made Man“) aufgenommen.
1988 flogen die Drogengeschäfte auf und Squitieri musste für 11 Jahre ins Gefängnis. Am 13. März 1999 wurde er aus der Haft entlassen und gilt seitdem als Capo der Gambino-Familie.
Mit Gregory DePalma, Alphonse Sisca, Thomas Cacciopoli und John Capra („Lucchese-Familie“) wurde er am 9. März 2005 verhaftet und bekannte sich am 15. Juni 2005 wegen Verwicklung in illegales Glücksspiel und Steuerhinterziehung für schuldig. Am 28. Juni 2006 trat er eine siebenjährige Gefängnisstrafe an, am 7. Dezember 2012 wurde er aus der Haft entlassen.
Squitieri starb am 27. Januar 2022 im Alter von 85 Jahren.